# Theo Renirie
Theodorus "Theo" Johannes Renirie (Nijmegen, 17 juni 1927 - 2016) was een Nederlands schilder en beeldhouwer. Hij studeerde aan de Kunstnijverheidsschool in Amsterdam (die later de Rietveld Academie zou heten). Renirie was een leerling van Wessel Couzijn.

## Leven en werk
Renirie woonde en werkte tot 1966 in Arnhem, maar werkte op Ibiza en veel in Frankrijk. Hij woonde vanaf 1966 te Doesburg, waar enkele beelden van hem te vinden zijn. Begin 2018 werden twee beelden van hem bij de Paardenmarkt (Groeivorm en Paard gestolen).
Renirie overleed eind 2016. Zijn zoon Hugo is eveneens beeldend kunstenaar. In 2009 exposeerden beiden in de Martinikerk in Doesburg onder de titel "Honderd jaar schilderschap".

## Werken

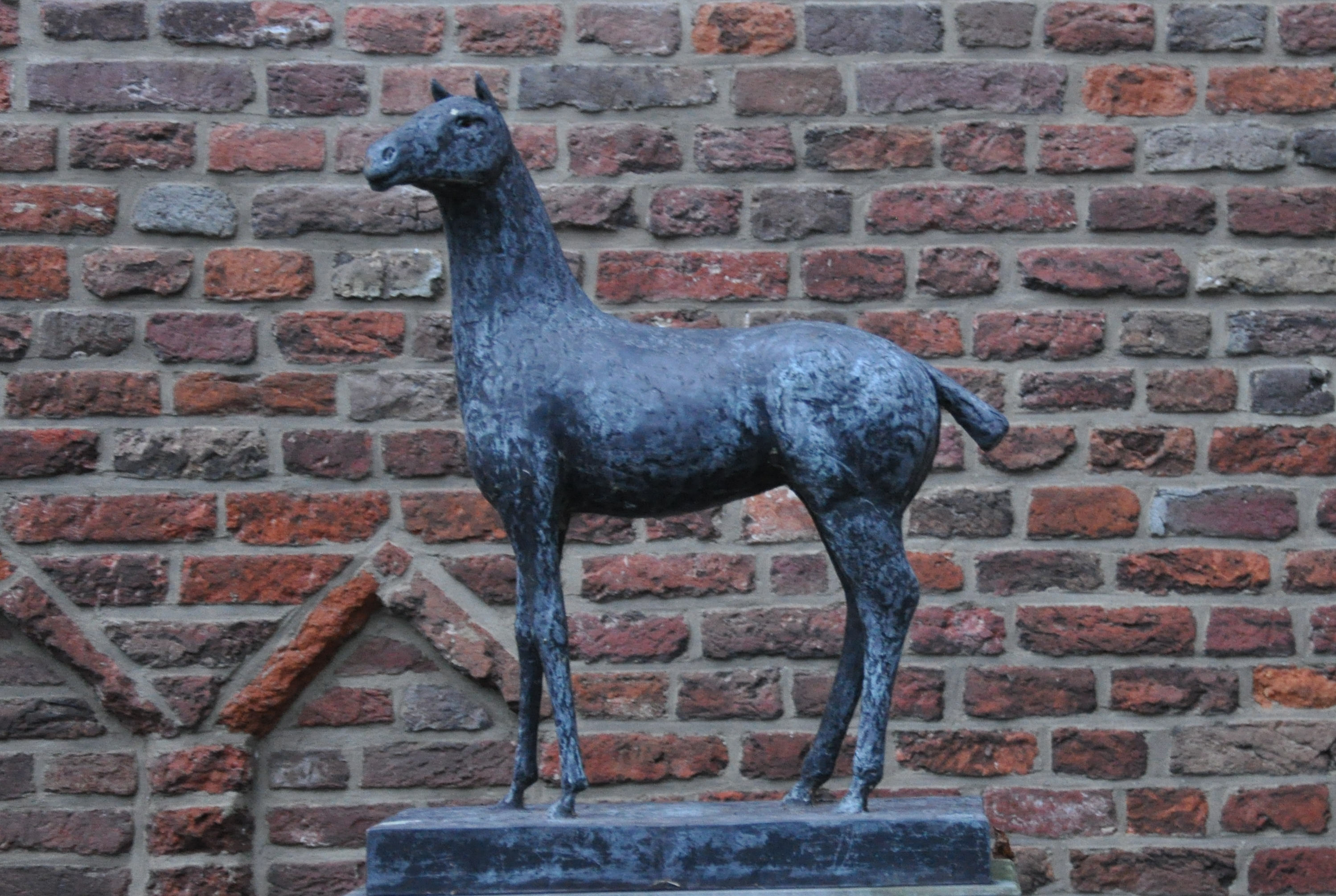
Paard (1997), Doesburg
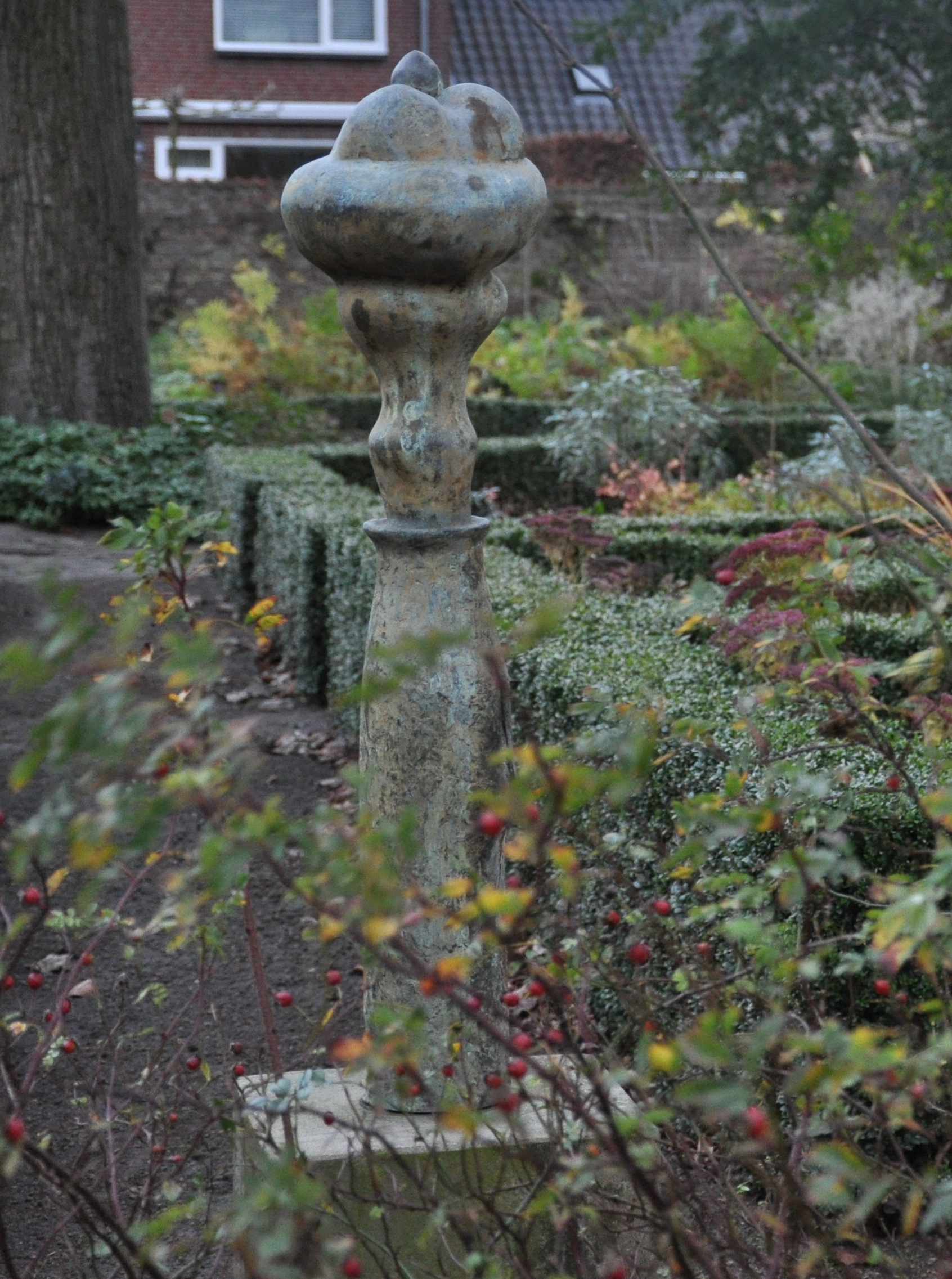
Groeivorm (1997) in kruidentuin bij Paardenmarkt, Doesburg
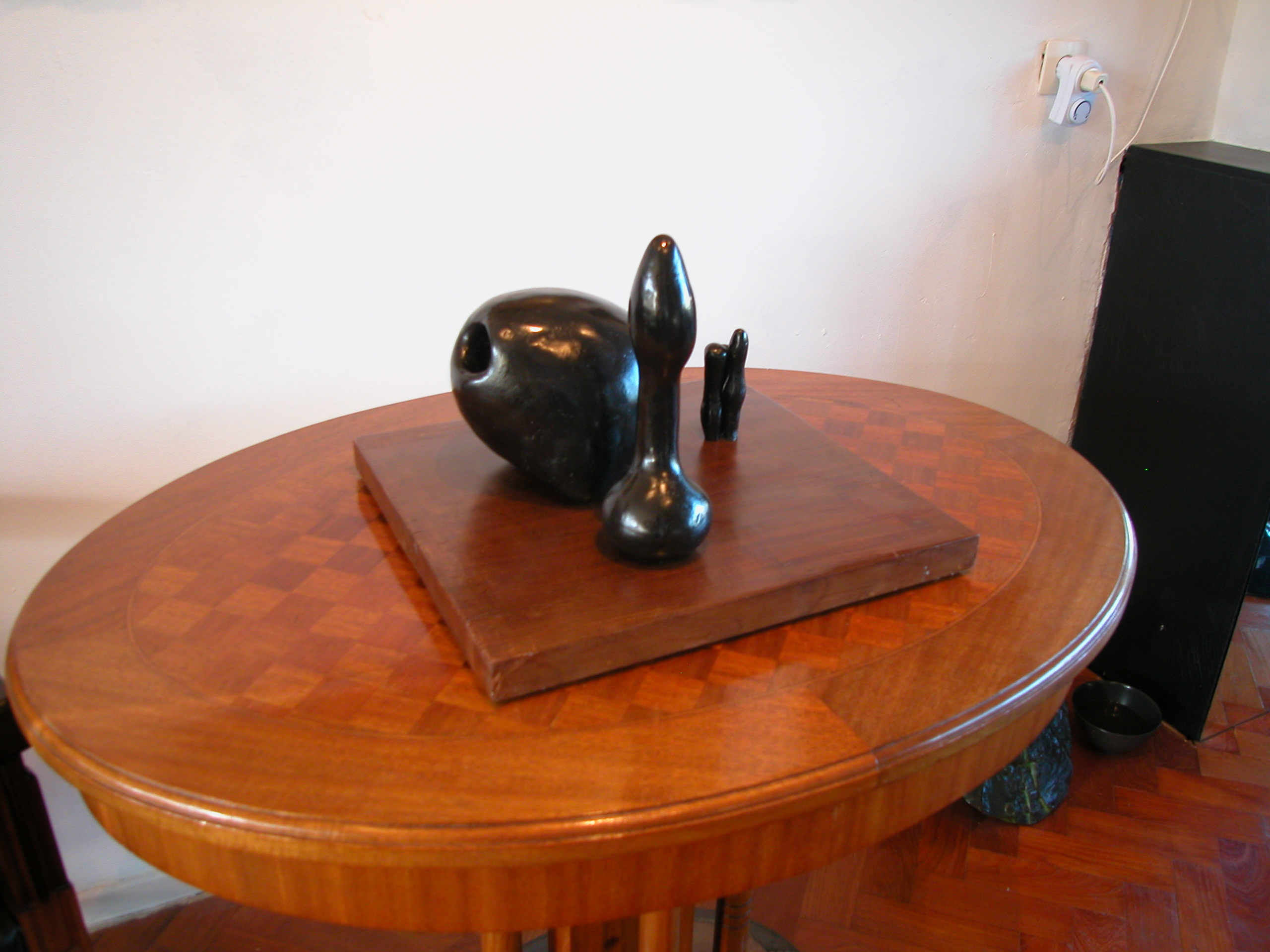
brons